# Egeria (nimfa)

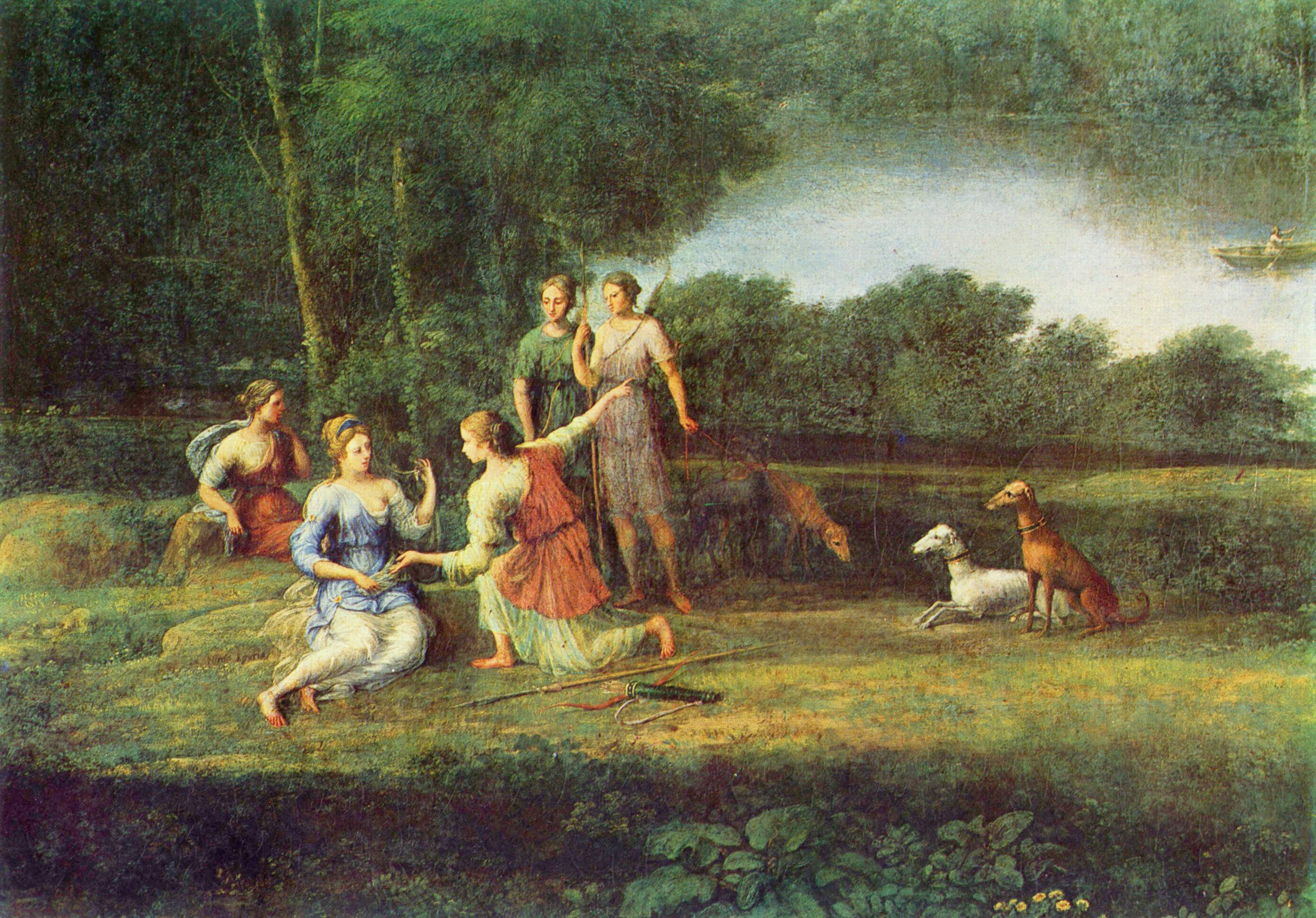
Egeria siratja Numa Pompiliust Claude Lorrain festményén

Egeria, folyónimfa a római mitológiában. Publius Ovidius Naso munkáiban mint a Camenák egyike szerepel. A hagyomány szerint Numa Pompilius felesége vagy szeretője, valamint a kultuszok dolgaiban tanácsadója volt. Az uralkodó halála után – Ovidius Átváltozások című munkája szerint – keservesen sírt, könnyeiben maga is felolvadt, s egy forrássá lett Aricia mellett.